# Суров Олександр Іларіонович
Олександр Іларіонович Суров (*17.03.1926, с. Ісаковка Суворовського району Тульської області, Росія — 15 січня 2020) — військовик, полковник у відставці, Почесний громадянин міста Чернівці, Почесний ветеран України.

## Біографія
Народився 17 березня 1926 року в с. Ісаковка Суворовського району Тульської області, Росія. У 1943 р. був призваний у Червону Армію. Воював у складі Першого українського фронту, брав участь у Житомирсько-Бердичівській наступальні операції, Проскурівсько-Чернівецькій операції. 24 квітня 1945 р. на підступах до Берліна був важко поранений. Майже рік лікувався у госпіталях у Лодзі і Варшаві. Після демобілізації працював на Чернівецькому бавовняно-прядильному об'єднанні «Восход». Після закінчення історичного факультету Чернівецького держуніверситету працював в обласному товаристві «Знання», управлінні культури Чернівецького облвиконкому, в будинку політосвіти обкому КПУ.

## Відзнаки, нагороди
- Одден Слави 3-го ступеня[2].
- Орден «За заслуги»[джерело?]
- Почесний громадянин м. Чернівці.
- Почесний ветеран України.